# Tetragonochora maculicollis
Tetragonochora maculicollis är en stekelart som först beskrevs av Cameron 1885.  Tetragonochora maculicollis ingår i släktet Tetragonochora och familjen brokparasitsteklar. Inga underarter finns listade i Catalogue of Life.